# Özlem Kaya
Özlem Kaya (Ardahan, 20 april 1990) is een atlete uit Turkije.
Bij de Olympische Zomerspelen van Londen in 2012 liep Kaya de 3000 meter steeplechase. Met een tijd van 10:03.52 kwam ze niet door de kwalificatieronde heen.
Op de Olympische Zomerspelen van Rio de Janeiro in 2016 liep Kaya ook de steeplechase, en ook dit maal kwam ze niet voorbij de kwalificatieronde.
Op de Europese kampioenschappen atletiek 2016 behaalde Kaya een bronzen medaille op de 3000 meter steeple.
Kaya nam met het Turkse veldloop-team deel aan de Europese kampioenschappen veldlopen 2016, waar ze een gouden medaille behaalden, en aan de Europese kampioenschappen veldlopen 2017, waar een bronzen medaille werd behaald.

## Persoonlijk record
| Onderdeel      | Resultaat | Jaar |
| -------------- | --------- | ---- |
| 800 meter      | 2:04.48   | 2016 |
| 1500 meter     | 4:19.66   | 2014 |
| 3000 steeple   | 9:30.23   | 2015 |
| halve marathon | 1:13:40   | 2021 |

| Onderdeel  | Resultaat | Jaar |
| ---------- | --------- | ---- |
| 800 meter  | 2:07.07   | 2017 |
| 1500 meter | 4:12.55   | 2017 |
| 3000 meter | 9:04.41   | 2015 |
| 5000 meter | 17:37.87  | 2016 |

- World Athletics: 14425268